# 大垣市立興文小学校
大垣市立興文小学校（おおがきしりつ こうぶんしょうがっこう）は、岐阜県大垣市西外側町にある公立小学校。

## 概要
- 大垣藩の藩校「学問所」が前身であり、興文小学校の開校日は8月21日であり、この学問所が設置された日となっている。大垣市最古の小学校である。
- かつては大垣市立興文幼稚園を併設していたが、2023年3月に廃園となった。

## 校訓
- 致道　（ちどう　「学問や人間の道を研修して極める」の意味）
- 致知格物　（ちちかくぶつ　「何事にも、どうしてそうなるのかと疑問をもって追究すれば、知識は自分の身についてくる」の意味）
- 興文偃武　（こうぶんえんぶ　「武器はしまって使わないようにし、学問をしっかりやる」の意味）

## 沿革
興文小学校は1840年（天保11年）に設置された大垣藩の藩校「学問所」が起源であり、学問所が設置年が開校年としている。1873年に学制により興文小学義校となった後、1901年に男女別学化されたさいに、興文男子尋常高等小学校となった。また、ここでは併設の大垣市立興文幼稚園についても記述する。
- 1635年（寛永12年） - 戸田氏鉄が大垣藩藩主となる。戸田氏鉄は学問を奨励したという。
- 1832年（天保3年） - 岡田主鈴の私塾に大垣藩が援助を行い、学問所講を開設する。
- 1840年（天保11年） - 大垣藩主戸田氏庸が江戸の昌平坂学問所を参考にし、藩校「学問所」を開設する。8月13日に建物が完成。8月21日に学問所始めの式典が行われる。
- 1844年（天保15年） - 致道館に改称する。
- 1847年（弘化4年） - 敬教堂に改称する。
- 1866年（慶応2年） - 学館に改称する。
- 1867年（慶応3年） - 藩士とその子しか入校されなかった制度が改められ、希望者なら身分に関係なく入校ができるようになる。
- 1868年（明治元年） - 文学校に改称する。同時に武学校が開設される。文学校で8歳～15歳の間、学問を学び、その後、武学校で武道を学んだという。
- 1871年（明治4年）1月 - 文学校は、南校（旧武学校）と北校（旧文学校）に分離される。
- 1871年（明治4年）7月 - 廃藩置県により大垣藩は大垣県となる。同時に南校と北校は閉鎖される。
- 1872年（明治5年）
  - 1月 - 小原鉄心らの呼びかけにより、旧北校の建物を使用し、興文郷学校を開設する。
  - 11月15日 - 文部省に「安八郡大垣小学義校開業伺」が提出され[注釈 1]、設置が許可される。
- 1873年（明治6年）
  - 1月 - 興文小学義校として設置される。人数が多いために、興文第一校（旧南校）、興文第二校（旧北校）、興文第三校、興文第四校の4ヶ所に分けられていた。
  - 12月 - 興文第一校、興文第二校、興文第三校が師範研習学校附属小学校にあてられる。
- 1877年（明治10年） - 師範研習学校が移転し、興文第一校、興文第二校、興文第三校の附属小学校指定を廃止。
- 1886年（明治19年） - 興文第一校は興文高等小学校に改称。興文第二校は興文尋常小学校に改称する（興文第三校はこれ以前に廃止）。
- 1901年（明治34年） - 興文男子尋常高等小学校、興文女子尋常高等小学校に改称する。
- 1917年（大正6年） - 興文男子尋常高等小学校が大垣尋常高等小学校に改称する。
- 1920年（大正9年） - 興文女子尋常高等小学校が大垣実科女学校[注釈 2]に改称する。
- 1925年（大正14年） - 大垣中尋常高等小学校に改称する。
- 1934年（昭和9年） - 高等科を廃止し、大垣中尋常小学校に改称する。
- 1941年（昭和16年）4月 - 大垣中国民学校に改称する。
- 1941年（昭和16年）7月8日 - 住民の願いにより、大垣市興文国民学校に改称する。
- 1945年（昭和20年）
  - 7月28日 - 大垣空襲により、ほとんどの建物を焼失する。
  - 9月 - 興文国民学校は大垣市南頬町の大垣国民学校[注釈 3]校舎で授業を再開。
- 1947年（昭和22年）
  - 4月1日 - 大垣市立興文小学校に改称する。
  - 7月 - 新校舎が完成する。
- 1953年（昭和28年） - 校舎を増築する。校舎に余剰の教室ができたため、大垣市立幼稚園が余剰教室に移転する。
- 1955年（昭和30年）4月 - 大垣市立幼稚園が大垣市立興文小学校の併設となり、大垣市立興文幼稚園に改称する。
- 1960年（昭和35年） - 講堂が完成する。
- 1967年（昭和42年）7月 - プールが完成する。
- 1969年（昭和44年）12月 - 新校舎（北舎・鉄筋コンクリート造）が完成。
- 1971年（昭和46年）7月 - 新校舎（南舎・鉄筋コンクリート造）が完成。
- 2012年（平成24年） - プール改修工事完了
- 2014年（平成26年） - 新体育館棟完成　これにより、名称が「講堂」から「アリーナ」へ変更。更に、2階層になり上層「アリーナ」。下層に、「会議室2」と「多目的ホール」。男女手洗い、下駄箱が追加された。外には、体育館棟下に駐車場。アスファルト舗装の「ピロティ」。外トイレが備え付けられた。同年、3月10日には「体育館お披露目式」という式典が行われ、地域住民が集まり、「岐阜県警音楽隊」が2曲程曲を披露した。

## 通学区域
- 大垣城の城下町一帯であり、郭町1-4丁目、郭町東1・2丁目、御殿町1・2丁目、丸の内1・2丁目、高砂町1・2丁目、東外側町2丁目、西外側町1-2丁目、馬場町、西長町、鷹匠町、番組町1・2丁目、室町1・2丁目、鳩部屋町、桐ケ崎町、宮町1・2丁目、北切石町1-3丁目、神田町1・2丁目、西崎町1-4丁目、室村町4丁目、室本町1-5丁目、見取町3・4丁目、木戸町2丁目、木戸町の一部、船町2丁目である[1]。

## 進学先中学校
- 大垣市立興文中学校

## 大垣市立興文幼稚園
- 4、5歳児を対象とする幼稚園。定員は4歳児が30名、5歳児が35名。
- 園舎は興文小学校の校舎の一部を使用している。
- 通園区域は、5歳児は興文小学校の通学区域と同じであるが、4歳児は通園区域の指定はされていない[2]。

### 沿革
- 1926年（大正15年）9月 - 大垣市東外側町[注釈 4]に大垣市立幼稚園として開園。
- 1945年（昭和20年）
  - 7月28日 - 大垣空襲により建物を焼失。
  - 12月 - 善教寺[注釈 5]を仮園舎とし再開、後に元の地にバラック園舎を建てる。
- 1953年（昭和28年） - 興文小学校の余剰教室に移転する。
- 1955年（昭和30年）4月 - 大垣市立興文小学校の併設となり、大垣市立興文幼稚園に改称する。
- 2023年（令和5年) 4月 - 園児減少により、閉園。

## 著名な出身者
学問所などの大垣藩藩校出身者も含む
- 松本荘一郎　（工学博士）
- 南条文雄　（文学博士、仏教研究家）
- 関谷清景　（地震学者）
- 松井直吉　（理学博士、東京大学総長）
- 小出房吉　（林学博士）
- 佐藤三吉　（医学博士、明治天皇・大正天皇の侍医）
- 那波光雄　（工学博士）
- 脇水鉄五郎　（理学博士）
- 野村龍太郎　（工学博士、南満州鉄道社長）
- 金森吉次郎　（治水事業）
- 水野利八　（ミズノ創業者）中退

## 交通機関
- 東海道本線・養老鉄道・樽見鉄道大垣駅より徒歩15分
- 養老鉄道西大垣駅より徒歩12分

## 学校周辺
- 大垣市役所
- スイトピアセンター
- 大垣市立図書館
- 大垣城
- 大垣公園
- 濃飛護國神社
- 大垣八幡神社
- 常葉神社
- 大垣郵便局
- イビデン本社
- 奥の細道むすびの地記念館